# K.Will
Kim Hyung-soo (Hangul: 김형수; ur. 30 grudnia 1981), lepiej znany pod pseudonimem K.Will (kor. 케이윌) – południowokoreański piosenkarz i twórca tekstów, trener wokalny oraz DJ w radiu 107.7 SBS Power FM
K.Will stał się znany w Korei Południowej wydając utwór „Dream” jako część ścieżki dźwiękowej A Love to Kill, wydanej w listopadzie 2005 roku. Rok później wydał swój pierwszy album Left Heart w 2007 roku. W grudniu 2008 roku ukazał się jego singel „Love119”, a 31 marca 2009 roku – minialbum Dropping the Tears. Jego drugi album studyjny, Miss, Miss and Miss został wydany w listopadzie 2009 roku.
K.Will ma na swoim koncie wiele kolaboracji oraz ścieżek dźwiękowych do seriali.

## Dyskografia

### Albumy studyjne
- Left Heart (kor. 왼쪽가슴; 6 marca 2007)[2]
- Miss, Miss and Miss (kor. 그립고 그립고 그립다; 5 listopada 2009)[5]
- The 3rd Album Part.1 (11 października 2012)
- The 3rd Album Part.2 `Love Blossom` (4 kwietnia 2013)
- The 4th Album Part.1 `Nonfiction` (26 września 2017)
- The 4th Album Part.2 `Mood Indigo` (6 listopada 2018)

### Minialbumy
- Dropping the Tears (kor. 눈물이 뚝뚝; 31 marca 2009)[4]
- My Heart Beating (kor. 가슴이 뛴다; 10 marca 2011)
- I Need You (kor. 니가 필요해; 14 lutego 2012)
- Will In Fall (18 października 2013)
- ONE FINE DAY (26 czerwca 2014)
- [RE:] (25 marca 2015)

### Single
- Hario (kor. 하리오; 6 czerwca 2007)
- Love119 (2 grudnia 2008)
- 1 Drop Per Second (kor. 1초에 한방울; 4 czerwca 2009)
- Present (kor. 선물; 10 marca 2010)
- Giga Cha (kor. 기가 차; 21 stycznia 2011)
- I hate myself (kor. 내가 싫다; 31 stycznia 2012)
- We Never Go Alone (kor. 지금처럼; 11 czerwca 2012)
- You call it romance (kor. 니가 하면 로맨스) (6 stycznia 2016)

## Filmografia
Seriale
| Rok  | Tytuł           | Rola                     |
| ---- | --------------- | ------------------------ |
| 2009 | Soul Special    | Park Ju-ho               |
| 2011 | Spy Myung-wol   | on sam (cameo w odc. 10) |
| 2015 | Hyde Jekyll, Ja | on sam (cameo w odc. 18) |
| 2015 | Producent       | on sam (cameo w odc. 9)  |

Programy sportowe
- 2010 Idol Star Athletics Championships